# 東久邇聰子

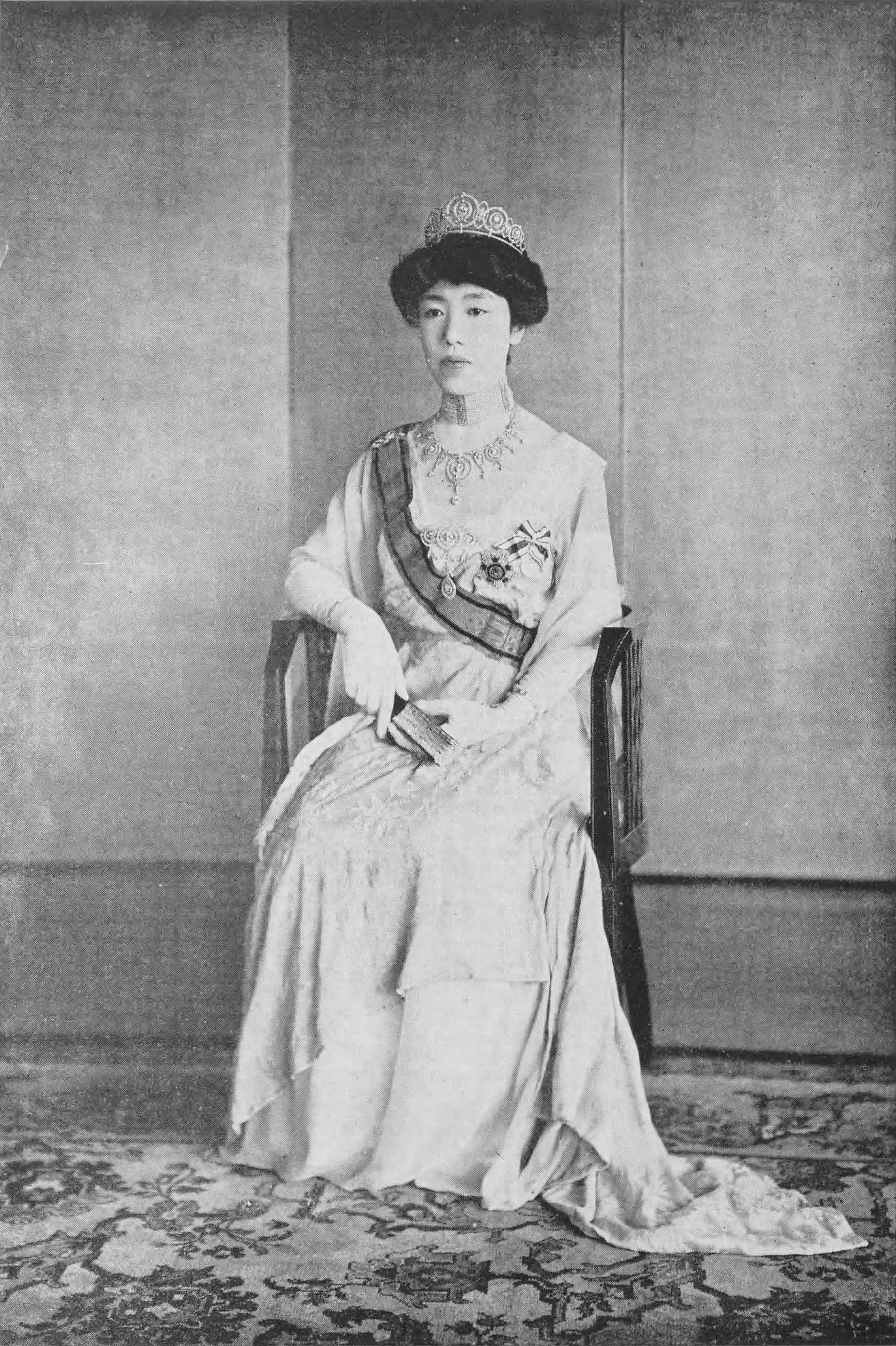
東久邇聰子

東久邇聰子（日文：東久邇 聡子，1896年（明治29年）5月11日－1978年（昭和53年）3月5日），婚前稱聰子內親王，是日本明治天皇的第九皇女，母親是園祥子。
1915年，聰子內親王與東久邇宮稔彥王結婚。稔彥王是久邇宮朝彥親王的一個兒子，伏見宮的庶系分支成員。兩人有四個兒子：
- 盛厚王（1916－1969）
- 師正王（1917－1923）
- 彰常王（1920－2006），另立粟田家
- 多羅間俊彥（1929－2015）

東久邇聰子1978年於東京去世，享年81歲，是明治天皇的子女中最後一個去世的。